# Oncicola oncicola
Oncicola oncicola är en hakmaskart som först beskrevs av Ihering 1892.  Oncicola oncicola ingår i släktet Oncicola och familjen Oligacanthorhynchidae. Inga underarter finns listade i Catalogue of Life.